# Tan Liangde
Tan Liangde (譚良德T, 谭良德S, Tán LiángdéP; 14 luglio 1965) è un ex tuffatore cinese.

## Biografia
Ha sposato la tuffatrice Li Qing, vincitrice della medaglia d'argento ai Giochi olimpici di Seul 1988 nel trampolino 3 metri.
Ha rappresentato la Cina in tre edizioni consecutive dei Giochi olimpici: Los Angeles 1984, Seul 1988 e Barcellona 1992. Ad ogni partecipazione ha vinto la medeglia d'argento nel concorso dei tuffi dal trampolino 3 metri, battuto in finale dallo statunitensi Greg Louganis, in Corea del Sud e negli Stati Uniti d'America, e Mark Lenzi in Spagna.
Anche ai campionati mondiali di nuoto non è mai riuscito a vincere la medaglia d'oro, piazzandosi per due volte secondo: ai mondiali di Madrid 1986 ha concluso alle spalle di Greg Louganis, mentre a Perth 1991, dietro a Kent Ferguson.
Nel 2000 è stato incluso nell'International Swimming Hall of Fame.

## Palmarès
- Giochi olimpici

Los Angeles 1984: argento nel trampolino 3 m
Seul 1988: argento nel trampolino 3 m
Barcellona 1992: argento nel trampolino 3 m
- Campionati mondiali di nuoto

Madrid 1986: argento nel trampolino 3 m;
Perth 1991: argento nel trampolino 3 m;